# کار (مدیریت پروژه)
کار یا دقیق‌تر «مجمع» یا «شورای» (۳ تا ۱۲ نفره) برای «مدیریت پروژه»، میزان تلاش برای تولید یک چیز قابل فروش یا انجام یک وظیفه یا گروهی از وظایف مرتبط که در یک سطح از ساختار شکست کار تعریف می‌شوند، است.

## تحلیل کار
کار سازمانی ممکن است به گونه‌های متعددی تحلیل شود.